# Eintracht Frankfurt 1986-1987
Questa voce raccoglie le informazioni riguardanti l'Eintracht Frankfurt nelle competizioni ufficiali della stagione 1986-1987.

## Stagione
Nella stagione 1986-1987 l'Eintracht Francoforte, allenato da Dietrich Weise e Timo Zahnleiter, concluse il campionato di Bundesliga al 15º posto. In Coppa di Germania l'Eintracht Francoforte fu eliminato ai quarti di finale dal Kickers Stoccarda.

## Rosa
| N. |                     | Ruolo | Calciatore            |
| -- | ------------------- | ----- | --------------------- |
|    | Germania (bandiera) | P     | Hans-Jürgen Gundelach |
|    | Germania (bandiera) | P     | Jürgen Pahl           |
|    | Germania (bandiera) | D     | Thomas Berthold       |
|    | Germania (bandiera) | D     | Manfred Binz          |
|    | Germania (bandiera) | D     | Hans-Peter Boy        |
|    | Germania (bandiera) | D     | Alexander Conrad      |
|    | Germania (bandiera) | D     | Charly Körbel         |
|    | Germania (bandiera) | D     | Armin Kraaz           |
|    | Germania (bandiera) | D     | Volker Münn           |
|    | Germania (bandiera) | D     | Klaus Theiss          |
|    | Polonia (bandiera)  | C     | Jarosław Biernat      |
|    | Germania (bandiera) | C     | Ralf Falkenmayer      |

| N. |                      | Ruolo | Calciatore           |
| -- | -------------------- | ----- | -------------------- |
|    | Germania (bandiera)  | C     | Dieter Kitzmann      |
|    | Germania (bandiera)  | C     | Wolfgang Kraus       |
|    | Germania (bandiera)  | C     | Andreas Möller       |
|    | Germania (bandiera)  | C     | Ralf Sievers         |
|    | Germania (bandiera)  | A     | Reinhold Jessl       |
|    | Germania (bandiera)  | A     | Harald Krämer        |
|    | Australia (bandiera) | A     | Dave Mitchell        |
|    | Germania (bandiera)  | A     | Uwe Müller           |
|    | Polonia (bandiera)   | A     | Włodzimierz Smolarek |
|    | Polonia (bandiera)   | A     | Janusz Turowski      |
|    | Germania (bandiera)  | A     | Frank Würzburger     |

## Organigramma societario
Area tecnica
- Allenatore: Timo Zahnleiter
- Allenatore in seconda:
- Preparatore dei portieri:
- Preparatori atletici:

## Calciomercato

### Sessione estiva
| Acquisti | Acquisti             | Acquisti       | Acquisti |
| R.       | Nome                 | da             | Modalità |
| -------- | -------------------- | -------------- | -------- |
| C        | Jarosław Biernat     | Pogoń Stettino |          |
| C        | Wolfgang Kraus       | Zurigo         |          |
| D        | Volker Münn          | Hessen Kassel  |          |
| A        | Włodzimierz Smolarek | Widzew Łódź    |          |

| Cessioni | Cessioni      | Cessioni            | Cessioni |
| R.       | Nome          | a                   | Modalità |
| -------- | ------------- | ------------------- | -------- |
| C        | Josef Sarroca | Vikt. Aschaffenburg |          |
| D        | Norbert Fruck | Wattenscheid 09     |          |
| C        | Jan Svensson  | IFK Norrköping      |          |
| C        | Martin Trieb  | Waldhof Mannheim    |          |

### Sessione invernale
| Acquisti | Acquisti | Acquisti | Acquisti |
| R.       | Nome     | da       | Modalità |
| -------- | -------- | -------- | -------- |

| Cessioni | Cessioni    | Cessioni            | Cessioni |
| R.       | Nome        | a                   | Modalità |
| -------- | ----------- | ------------------- | -------- |
| A        | Holger Friz | Vikt. Aschaffenburg |          |

## Risultati

### Bundesliga

#### Girone di andata
| Arbitro: | Wiesel |

|                                                     |           |  |
| Smolarek 3’, 64’ Kraus 9’ Mitchell 44’ Berthold 58’ | Marcatori |  |

| Colonia 15 agosto 1986, ore 20:00 CEST 2ª giornata | Colonia | 0 – 0 referto | Eintracht Francoforte | Müngersdorfer Stadion (22 000 spett.)\| Arbitro: \| Mierswa \| |
| Arbitro:                                           | Mierswa |               |                       |                                                                |

| Arbitro: | Kruse |

|              |           |  |
| Berthold 52’ | Marcatori |  |

| Arbitro: | Assenmacher |

|                            |           |  |
| Gründel 33’ von Heesen 85’ | Marcatori |  |

| Arbitro: | Puchalski |

|                             |           |                         |
| Möller 44’ (rig.) Jessl 67’ | Marcatori | 14’ Hartmann 36’ Wuttke |

| Arbitro: | Bruch |

|                 |           |            |
| Rahn 61’ (rig.) | Marcatori | 68’ Körbel |

| Arbitro: | Matheis |

|                                |           |                        |
| Schaaf 56’ (aut.) Smolarek 59’ | Marcatori | 35’ Meier 77’ Möhlmann |

| Arbitro: | Heitmann |

|                    |           |  |
| Kree 73’ Woelk 79’ | Marcatori |  |

| Arbitro: | Broska |

|                        |           |                         |
| Feilzer 4’ Mattern 82’ | Marcatori | 49’ Smolarek 85’ Müller |

| Francoforte sul Meno 11 ottobre 1986, ore 15:30 CET 10ª giornata | Eintracht Francoforte | 0 – 0 referto | Bayern Monaco | Waldstadion (58 000 spett.)\| Arbitro: \| Neuner \| |
| Arbitro:                                                         | Neuner                |               |               |                                                     |

| Arbitro: | Föckler |

|               |           |  |
| Waas 61’, 86’ | Marcatori |  |

| Arbitro: | Pauly |

|                      |           |                |
| Binz 9’ Berthold 13’ | Marcatori | 72’ Dickgießer |

| Arbitro: | Ahlenfelder |

|              |           |              |
| Wójcicki 50’ | Marcatori | 65’ Mitchell |

| Arbitro: | Osmers |

|            |           |  |
| Müller 90’ | Marcatori |  |

| Arbitro: | Assenmacher |

|                                                          |           |                        |
| Klinsmann 11’ Perfetto 53’ Allgöwer 63’ (rig.) Pašić 88’ | Marcatori | 77’ (rig.) Falkenmayer |

| Arbitro: | Heitmann |

|  |           |          |
|  | Marcatori | 86’ Thon |

| Arbitro: | Zimmermann |

|           |           |  |
| Keser 77’ | Marcatori |  |

#### Girone di ritorno
| Arbitro: | Theobald |

|                                    |           |                                     |
| Jensen 30’ Blättel 42’ Demandt 74’ | Marcatori | 15’ Biernat 63’ Berthold 85’ Krämer |

| Arbitro: | Umbach |

|            |           |                   |
| Müller 76’ | Marcatori | 47’, 80’ Woodcock |

| Arbitro: | Kruse |

|                   |           |  |
| Reuter 66’ (rig.) | Marcatori |  |

| Arbitro: | Broska |

|            |           |                                 |
| Theiss 19’ | Marcatori | 33’ Lux 38’ Okoński 76’ Dittmer |

| Arbitro: | Krug |

|                          |           |             |
| Roos 19’ Kohr 71’ (rig.) | Marcatori | 9’ Turowski |

| Arbitro: | Föckler |

|                                                  |           |  |
| Turowski 53’, 61’ Thiele 65’ (aut.) Mitchell 87’ | Marcatori |  |

| Arbitro: | Pauly |

|                                          |           |              |
| Meier 5’ Wolter 13’ Völler 48’ Sauer 90’ | Marcatori | 21’ Turowski |

| Arbitro: | Bruch |

|            |           |            |
| Müller 40’ | Marcatori | 90’ Lameck |

| Arbitro: | Dellwing |

|                   |           |                             |
| Theiss 84’ (rig.) | Marcatori | 11’, 35’ Riedle 90’ Mattern |

| Arbitro: | Schäfer |

|                              |           |              |
| Nachtweih 10’ Rummenigge 51’ | Marcatori | 60’ Turowski |

| Arbitro: | Mierswa |

|                 |           |  |
| Falkenmayer 14’ | Marcatori |  |

| Arbitro: | Gabor |

|                        |           |            |
| Gaudino 30’ Bührer 75’ | Marcatori | 60’ Müller |

| Arbitro: | Kautschor |

|                                              |           |  |
| Falkenmayer 6’ Sievers 14’ Turowski 73’, 82’ | Marcatori |  |

| Arbitro: | Barnick |

|             |           |  |
| Klinger 14’ | Marcatori |  |

| Arbitro: | Puchalski |

|                                          |           |              |
| Falkenmayer 42’ (rig.) Mitchell 76’, 85’ | Marcatori | 60’ Allgöwer |

| Arbitro: | Föckler |

|                                       |           |                 |
| Dierßen 52’ Marquardt 79’ Wegmann 87’ | Marcatori | 70’ Falkenmayer |

| Arbitro: | Schmidhuber |

|  |           |                                          |
|  | Marcatori | 60’ Dickel 63’ Anderbrügge 77’, 89’ Mill |

### Coppa di Germania
| Arbitro: | Weber |

|                                     |           |             |
| Mitchell 29’ Kraus 41’ Smolarek 74’ | Marcatori | 20’ Pospich |

| Arbitro: | Krug |

|  |           |           |
|  | Marcatori | 98’ Jessl |

| Arbitro: | Kautschor |

|             |           |                              |
| Terhaar 57’ | Marcatori | 41’ Mitchell 63’, 65’ Möller |

| Arbitro: | Scheuerer |

|                                   |           |              |
| Jeske 62’ Hein 86’ Kurtenbach 90’ | Marcatori | 88’ Turowski |

## Statistiche

### Statistiche di squadra
| Competizione      | Punti | In casa | In casa | In casa | In casa | In casa | In casa | In trasferta | In trasferta | In trasferta | In trasferta | In trasferta | In trasferta | Totale | Totale | Totale | Totale | Totale | Totale | DR  |
| Competizione      | Punti | G       | V       | N       | P       | Gf      | Gs      | G            | V            | N            | P            | Gf           | Gs           | G      | V      | N      | P      | Gf     | Gs     | DR  |
| ----------------- | ----- | ------- | ------- | ------- | ------- | ------- | ------- | ------------ | ------------ | ------------ | ------------ | ------------ | ------------ | ------ | ------ | ------ | ------ | ------ | ------ | --- |
| Bundesliga        | 25    | 17      | 8       | 4       | 5       | 29      | 20      | 17           | 0            | 5            | 12           | 13           | 33           | 34     | 8      | 9      | 17     | 42     | 53     | -11 |
| Coppa di Germania | -     | 1       | 1       | 0       | 0       | 3       | 1       | 3            | 2            | 0            | 1            | 5            | 4            | 4      | 3      | 0      | 1      | 8      | 5      | +3  |
| Totale            | 25    | 18      | 9       | 4       | 5       | 32      | 21      | 20           | 2            | 5            | 13           | 18           | 37           | 38     | 11     | 9      | 18     | 50     | 58     | -8  |

### Andamento in campionato
| Giornata  | 1 | 2 | 3 | 4 | 5 | 6 | 7 | 8  | 9  | 10 | 11 | 12 | 13 | 14 | 15 | 16 | 17 | 18 | 19 | 20 | 21 | 22 | 23 | 24 | 25 | 26 | 27 | 28 | 29 | 30 | 31 | 32 | 33 | 34 |
| --------- | - | - | - | - | - | - | - | -- | -- | -- | -- | -- | -- | -- | -- | -- | -- | -- | -- | -- | -- | -- | -- | -- | -- | -- | -- | -- | -- | -- | -- | -- | -- | -- |
| Luogo     | C | T | C | T | C | T | C | T  | T  | C  | T  | C  | T  | C  | T  | C  | T  | T  | C  | T  | C  | T  | C  | T  | C  | C  | T  | C  | T  | C  | T  | C  | T  | C  |
| Risultato | V | N | V | P | N | N | N | P  | N  | N  | P  | V  | N  | V  | P  | P  | P  | N  | P  | P  | P  | P  | V  | P  | N  | P  | P  | V  | P  | V  | P  | V  | P  | P  |
| Posizione | 1 | 3 | 4 | 6 | 8 | 7 | 7 | 11 | 10 | 11 | 11 | 8  | 11 | 7  | 10 | 12 | 14 | 14 | 15 | 15 | 15 | 15 | 15 | 15 | 15 | 15 | 15 | 15 | 15 | 15 | 15 | 15 | 15 | 15 |

Legenda:

Luogo: C = Casa; T = Trasferta. Risultato: V = Vittoria; N = Pareggio; P = Sconfitta.

### Statistiche dei giocatori
| Giocatore      | Bundesliga | Bundesliga | Bundesliga  | Bundesliga | Coppa di Germania | Coppa di Germania | Coppa di Germania | Coppa di Germania | Totale   | Totale | Totale      | Totale     |
| Giocatore      | Presenze   | Reti       | Ammonizioni | Espulsioni | Presenze          | Reti              | Ammonizioni       | Espulsioni        | Presenze | Reti   | Ammonizioni | Espulsioni |
| -------------- | ---------- | ---------- | ----------- | ---------- | ----------------- | ----------------- | ----------------- | ----------------- | -------- | ------ | ----------- | ---------- |
| T. Berthold    | 21         | 4          | 0           | 0          | 4                 | 0                 | 0                 | 0                 | 25       | 4      | 0           | 0          |
| J. Biernat     | 9          | 1          | 1           | 0          | 0                 | 0                 | 0                 | 0                 | 9        | 1      | 1           | 0          |
| M. Binz        | 32         | 1          | 2           | 0          | 4                 | 0                 | 0                 | 0                 | 36       | 1      | 2           | 0          |
| H. Boy         | 0          | 0          | 0           | 0          | 0                 | 0                 | 0                 | 0                 | 0        | 0      | 0           | 0          |
| A. Conrad      | 4          | 0          | 1           | 0          | 0                 | 0                 | 0                 | 0                 | 4        | 0      | 1           | 0          |
| R. Falkenmayer | 22         | 5          | 3           | 0          | 2                 | 0                 | 0                 | 0                 | 24       | 5      | 3           | 0          |
| H. Friz        | 5          | 0          | 0           | 0          | 2                 | 0                 | 0                 | 0                 | 7        | 0      | 0           | 0          |
| H. Gundelach   | 31         | 0          | 0           | 0          | 4                 | 0                 | 0                 | 0                 | 35       | 0      | 0           | 0          |
| R. Jessl       | 4          | 1          | 0           | 0          | 1                 | 1                 | 0                 | 0                 | 5        | 2      | 0           | 0          |
| D. Kitzmann    | 9          | 0          | 0           | 0          | 1                 | 0                 | 1                 | 0                 | 10       | 0      | 1           | 0          |
| A. Kraaz       | 29         | 0          | 4           | 0          | 3                 | 0                 | 1                 | 0                 | 32       | 0      | 5           | 0          |
| W. Kraus       | 15         | 1          | 4           | 0          | 2                 | 1                 | 1                 | 0                 | 17       | 2      | 5           | 0          |
| H. Krämer      | 15         | 1          | 0           | 0          | 2                 | 0                 | 0                 | 0                 | 17       | 1      | 0           | 0          |
| C. Körbel      | 33         | 1          | 4           | 0          | 4                 | 0                 | 0                 | 0                 | 37       | 1      | 4           | 0          |
| D. Mitchell    | 32         | 5          | 3           | 0          | 2                 | 2                 | 0                 | 0                 | 34       | 7      | 3           | 0          |
| A. Möller      | 22         | 1          | 2           | 0          | 3                 | 2                 | 0                 | 0                 | 25       | 3      | 2           | 0          |
| U. Müller      | 26         | 5          | 0           | 0          | 2                 | 0                 | 0                 | 0                 | 28       | 5      | 0           | 0          |
| V. Münn        | 21         | 0          | 1           | 0          | 2                 | 0                 | 1                 | 0                 | 23       | 0      | 2           | 0          |
| J. Pahl        | 3          | 0          | 0           | 0          | 0                 | 0                 | 0                 | 0                 | 3        | 0      | 0           | 0          |
| J. Sarroca     | 5          | 0          | 0           | 0          | 2                 | 0                 | 0                 | 0                 | 7        | 0      | 0           | 0          |
| R. Sievers     | 28         | 1          | 6           | 0          | 4                 | 0                 | 2                 | 0                 | 32       | 1      | 8           | 0          |
| W. Smolarek    | 30         | 4          | 4           | 0          | 3                 | 1                 | 1                 | 0                 | 33       | 5      | 5           | 0          |
| K. Theiss      | 14         | 2          | 3           | 0          | 1                 | 0                 | 0                 | 0                 | 15       | 2      | 3           | 0          |
| J. Turowski    | 17         | 7          | 1           | 0          | 1                 | 1                 | 0                 | 0                 | 18       | 8      | 1           | 0          |
| F. Würzburger  | 1          | 0          | 0           | 0          | 0                 | 0                 | 0                 | 0                 | 1        | 0      | 0           | 0          |